# Mary Earps
Mary Earps (Nottingham, 7 maart 1993) is een keepster uit Engeland. Ze speelt sinds juli 2024 als keeper voor Paris Saint-Germain FC.

## Clubcarrière
Mary Earps begon haar carrière bij Leicester City in de FA Women's  Super League. In deze competitie kwam ze ook uit voor Bristol Academy, Birmingham City, Doncaster Belles en Reading. Na twee jaar uit te hebben gekomen voor het Duitse VfL Wolfsburg, stapte Earps in 2019 over naar Manchester United. In juli 2024 ging zij naar Paris Saint-Germain. 

## Statistieken
| Seizoen    | Club                    | Land      | Competitie              | Wedstrijden | Doelpunten |
| ---------- | ----------------------- | --------- | ----------------------- | ----------- | ---------- |
| 2010-2011  | Nottingham Forest       | Engeland  | FA Women's Super League | 4           | 0          |
| 2011-2012  | Doncaster Rovers Belles | Engeland  | FA Women's Super League | 27          | 0          |
| 2013       | Birmingham City         | Engeland  | FA Women's Super League | 11          | 0          |
| 2014-2015  | Bristol Academy         | Engeland  | FA Women's Super League | 28          | 0          |
| 2016-2018  | Reading                 | Engeland  | FA Women's Super League | 34          | 0          |
| 2018-2019  | VfL Wolfsburg           | Duitsland | Bundesliga              | 4           | 0          |
| 2019-heden | Manchester United WFC   | Engeland  | FA Women's Super League | 95          | 0          |
| Totaal     | Totaal                  | Totaal    | Totaal                  | 204         | 0          |

Laatste update: maart 2024

## Internationaal
Mary Earps maakte haar debuut voor Engeland op 11 juni 2017 in een vriendschappelijk duel tegen Zwitserland dat in een 4-0 overwinning eindigde.
Op 8 mei 2019 werd bekend gemaakt dat Earps onderdeel uitmaakte van de selectie van Engeland voor het WK 2019. Engeland wist op dit toernooi de halve finale te halen waarin de Verenigde Staten met 2-1 te sterk was. 
In 2022 zat Earps bij de selectie van Engeland voor het EK 2022 waarin Engeland de finale wist te halen. Deze werd met 2-1 gewonnen van Duitsland waardoor Earps en co de eindoverwinning binnenhaalden. Earps kwam in alle wedstrijden in actie.
In 2023 werd Earps opnieuw geselecteerd door bondscoach Sarina Wiegman voor het WK 2023. Engeland wist de finale van het WK te halen. Deze werd echter met 1-0 verloren tegen Spanje, ondanks een gestopte penalty door Earps. Earps kwam alle wedstrijden in actie en won na afloop de Golden Glove.
1 Earps ·
2 Bronze ·
3 Daly ·
4 Walsh ·
5 Greenwood ·
6 Bright ·
7 Mead ·
8 Williamson  ·
9 White ·
10 Stanway ·
11 Hemp ·
12 Carter ·
13 Hampton ·
14 Kirby ·
15 Stokes ·
16 Scott ·
17 Parris ·
18 Kelly ·
19 England ·
20 Toone ·
21 Roebuck ·
22 Wubben-Moy ·
23 Russo ·
Coach: Wiegman
1 Earps ·
2 Bronze ·
3 Charles ·
4 Walsh ·
5 Greenwood ·
6 Bright  ·
7 James ·
8 Stanway ·
9 Daly ·
10 Toone ·
11 Hemp ·
12 Nobbs ·
13 Hampton ·
14 Wubben-Moy ·
15 Morgan ·
16 Carter ·
17 Coombs ·
18 Kelly ·
19 England ·
20 Zelem ·
21 Roebuck ·
22 Robinson ·
23 Russo ·
Coach: Wiegman